# انیبال زردو
انیبال زردو (انگلیسی: Aníbal Zurdo؛ زادهٔ ۳ دسامبر ۱۹۸۲) بازیکن فوتبال اهل مکزیک است.
از باشگاه‌هایی که در آن بازی کرده‌است می‌توان به باشگاه خیمناستیک تاراگونا، باشگاه فوتبال لگانس، باشگاه فوتبال سابادل، و باشگاه فوتبال کروز آزول اشاره کرد.